# Хидеки Јукава
Хидеки Јукава (јап. 湯川 秀樹; Токио, 23. јануар 1907 — Кјото, 8. септембар 1981) био је јапански теоријски физичар и први Јапанац добитник Нобелове награде.
Студирао је на Царском универзитету у Кјоту, где је дипломирао 1929. Ту је радио као предавач наредне четири године. Са 26 година постао је ванредни професор на Универзитету у Осаки.
Године 1935. објавио је своју теорију о мезонима, која је објаснила интеракцију између протона и неутрона, и била важна карика у истраживањима елементарних честица.
Нобелова награда за физику му је додељена 1949. за теоријско предвиђање постојања пиона. Сесил Пауел је 1947. експериментално потврдио постојање пиона. Јукава је предвидео и постојање електронског захвата, где електрон ниске енергије може бити апсорбован у језгру водоника.
У часопису „Прогрес теоријске физике”, који је уређивао, објавио је своје знамените радове „Увод у квантну механику“ (1946) и „Увод у теорију елементарних честица“ (1948).